# Асен Сираков
Асен Николов Сираков е български офицер (генерал-майор).

## Биография

### В Царство България
Роден е на 12 ноември 1895 г. в с. Мирково, Пирдопско. Завършва Военното училище през 1916 г. и на 12 март е произведен в чин подпоручик. По време на Първата световна война е взводен и ротен командир в 36-и пехотен козлодуйски полк, като на 14 октомври 1917 г. е произведен в чин поручик. След войната на 30 януари 1923 г. е произведен в чин капитан. След войната е началник на гарнизона в гр. Оряхово (1919 – 1922), след което е началник на Охраната на Врачанския затвор (1922 – 1923). Служи в 3-ти пехотен козлодуйски полк. През 1925 г. капитан Сираков е назначен на служба в 15-а пехотна ломска дружина, след което от 1928 г. служи в 27-и пехотен чепински полк, по-късно същата година е назначен за помоюник-началник на Врачанското бюро. В първата половина на 1929 г. е назначен за и. д. инспектор на класовете в Школата за запасни офицери. На 15 май 1930 г. е произведен в чин майор.
През 1933 г. майор Асен Сираков е назначен за началник на секция в Щаба на армията. Участва в държавния преврат на 19 май 1934 г. Той е един от дейците на Военния съюз от 1935 до 1938 година. На 26 август 1934 г. е произведен в чин подполковник. Същата година служи като началник на снабдителния отдел в Щаба на войската, а през 1935 г. е назначен за инспектор на класовете във Военното училище, след което от началото на 1926 година е Военен аташе в Берлин, на която длъжност е до 1938 година. По-късно пред 1938 г. е назначен на служба към Щаба на войската, а малко по-късно същата година назначен за началник на организационния отдел в Щаба на войската. На 3 октомври 1938 г. е произведен в чин полковник, а от 1940 г. е началник на отдел в Щаба на войската
По време на Втората световна война (1941 – 1945) първоначално командва Беломорския отряд (1941), след което по-късно същата година е назначен за командир на Осма пехотна тунджанска дивизия, на която служба е до 14 май 1944 г., когато поема командването на Втори окупационен корпус, където служи до 30 октомври 1944 година. На 11 септември 1944 г. той издава заповед, съгласно която корпусът минава в пълна подкрепа на народното правителство. На 30 октомври 1944 г. е назначен за командир на Четвърта българска армия. С нея участва в т. нар. първа фаза от участието на България във войната срещу Третия райх, като провежда Брегалнишко-Струмишката настъпателна операция. През декември 1944 г. преминава в запаса.

### Народен съд
Съден е от т.нар. Народен съд, но е оправдан. Според редица автори, като Александър Везенков, Поля Мешкова и Диньо Шарланов, липсата на осъдителна присъда от „Народния съд“ се дължи на връзките на ген. Сираков с Военния съюз и „Звено“, които към пролетта на 1945 г. са част от управляващите. Според Калин Янакиев, Сираков е също така и бивш съветски агент, като е вербуван по времето на неговата мисия като военен аташе в Берлин, между 1936 и 1938 г., за което самият той подробно пише в показанията си:
| „ | Като военен аташе в Берлин 1935 – 1938 г. бях най-близък приятел с руските си колеги ген. Орлов и след това с полков. Герасимов. Като патриот и приятел на СССР давах и събирах всички сведения интересуващи руското командване. За това имам признателността на русите. При отзоваването ми от гр. Берлин полк. Герасимов ми даде препоръка за да влезна във връзка с руската легация в София. С връщането ми в София посредством журналиста Димитър Георгиев Ананиев влязох във връзка с аташето по печата Морозов с цел да се запозная с руския военен аташе полк. Дергачов. Влязох във връзка с полков. Дергачов като му дадох всичко що го интересуваше. Същия много пъти е идвал в къщата ми. На него дадох лично поверителния германски правилник за бойната служба, който го взех от касата на началник-щаба, бе картографиран и върнат. За този правилник бях замолен да го намеря още от полков. Герасимов, като много нужен на руското командване. Правилникът бе издействан само за лично ползване на началник-щаба и никому не се даваше. Сведения по точки 4 и 7 ще даде генерал Козовски, който прави справка чрез руското командване. | “ |
| Протокол за разпит на генерал Асен Сираков. Стара Загора, 1 дек. 1944 г., IV състав. ЦДА, фонд 1449, опис 1, а.е. 107, л. 31 – 37 // Търсене по -всички подсъдими-: генерал Асен Николов Сираков | |   |

На съдебния процес показания за ген. Асен Сираков дават общо десетима свидетели. Повечето от тях (с изключение на Добри Терпешев) се изказват положително за Сираков и изнасят сведения за това, че е укривал комунистически функционери през 1919 г., че е спасил от извънсъдебна разправа арестуваните във Врачанско комунисти около Септемврийските събития от 1923 г. и че през Втората световна война в качеството си на командващ Осма пехотна дивизия е освобождавал заловени партизани и ятаци. В доклада си главният народен обвинител към т.нар. Народен съд Георги Петров пише следното относно Асен Сираков:
| „ | Наредено бе да се вземе от Старозагорския народен съд и да се съди от Софийския военен състав, за да бъде оправдан. А в Стара Загора имаше обвинителен акт, бе начело на подсъдимите и сигурно щеше да бъде разстрелян. Партията и народът в Старозагорска област и до сега не може да си обяснят това покровителство над ген. Сираков, понеже неговите подчинени бяха разстреляни, а той остана жив. Тази присъда и до сега буди недоволство в Старозагорско. Аз не бях съгласен с това покровителство над ген. Сираков, но се въздейства на самия състав директно, за да бъде спасен. | “ |
| Мешкова, Поля, Диню Шарланов. Българската гилотина. Тайните механизми на Народния съд. София, Демокрация, 1994. ISBN 954-8802-01-5. с. с. 140. | |   |

### В Народна Република България
През 1947 – 1948 г. заема длъжността главен редактор в Редакцията на военноисторическите издания към Военноисторическия отдел (по-късно известен като Институт за военна история) към Щаба на войската. Пише спомени за действията на командваната от него в Брегалнишко-Струмишка операция на Втората световна война (октомври – ноември 1944 г.) Четвърта Българска армия.
През 1949 – 1950 г. попада в комунистическите концлагери. Първо е изпратен в „Богданов дол“ край Перник, а впоследствие е прехвърлен в „Белене“ на остров Персин. В своите спомени известният лагерист Стефан Бочев нееднократно посочва достойното поведение на генерала, подпомогнал го в първите дни на престоя му в „Богданов дол“. При престоя си в „Белене“ Сираков, по думите на Бочев, демонстративно отказва да изпълни заповед на старшината да поеме ръководството на собствената си група, с което си спечелва карцер, но и уважението на лагерниците.
След освобождаването му от концлагера „Белене“, от 1951 до 1954 г. е преподавател по военно дело в Селскостопанската академия „Георги Димитров“ в София.
Погребан е в Централните софийски гробища. Негов внук е писателят и журналист Асен Сираков. Далечен негов сродник (правнук на негова сестра) е и историкът доц. Светослав Живков.

## Военни звания
- Подпоручик (12 март 1916)
- Поручик (14 октомври 1917)
- Капитан (30 януари 1923)
- Майор (15 май 1930)
- Подполковник (26 август 1934)
- Полковник (3 октомври 1938)
- Генерал-майор (6 май 1943)